# Armand Hadida
Pour les articles homonymes, voir Hadida.
Armand Hadida (né en avril 1950) est fondateur de L'Éclaireur.

## Biographie
Avec son épouse, Martine Hadida, ils ont quatre enfants : Michaël, David, actuel directeur général du Tranoï, Meryl, directrice de la boutique L'Éclaireur, de Los Angeles et Wendy. 
En 2011, il inaugure le Royal Eclaireur dans une suite du Royal Monceau avec Philippe Starck,. Il obtient la nomination ou promotion dans l'ordre des Arts et des Lettres en juillet 2011 par le ministre de la culture et de la communication. 
En juin 2012, il propose à Pierre Cardin un défilé dans le cadre du Tranoï. Son livre de chevet est Belle du seigneur d'Albert Cohen. 
En mai 2014, il lance la première ligne L'Eclaireur et ouvre un espace dans les Puces de Saint-Ouen. Il constate une explosion de la demande métrosexuelle dans son secteur ainsi qu'une augmentation de 20 % de la communication par la blogosphère qui le pousse à vendre leur mobilier à la suite de la vente de leur local à J Crew et invite le sculpteur Jin'An. En 2015, il met l’accent sur le street luxe.